# Distrito de Delyn

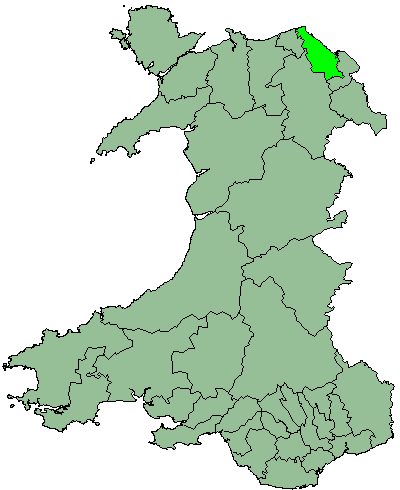
Localização de Delyn no País de Gales.

Delyn é uma área no norte de Gales, tendo sido de 1974 a 1996 um distrito de Clwyd, no entanto, está atualmente incluído no condado de  Flintshire. Delyn é uma cidade-irmã de Menden, Alemanha.
O borough de Delyn foi formado em 1974 sob o ato de governo local em 1972 e pela fusão do Borough municipal de Flint com os distritos urbanos de Holywell e Mold, e Holywell rural. O nome "Delyn" é constituído pela combinação dos nomes dos principais rios da região: o Dee e o Alyn. O distrito vizinho foi originalmente chamado de Alyn-Dee, pela mesma razão.